# 安德烈·马塞纳
安德烈·馬塞納（法語：André Masséna，1758年5月6日—1817年4月4日）是法國大革命戰爭與拿破崙戰爭期間的法蘭西帝國元帥，綽號「勝利的寵兒」（l'Enfant chéri de la Victoire）。是近代歷史少有，從未受過軍事教育的名將。他被廣泛地視為是偉大的軍事指揮官，拿破崙稱其為：「我軍事帝國中最偉大的名字」。
軍旅生涯不順的馬塞納在大革命後迅速升遷，短短三年內從准尉晉升為少將。他在土倫圍城戰立功後，被任命為「義大利軍團」的右翼指揮官，打通前進皮埃蒙特平原的道路。拿破崙接任義大利軍團司令後，馬塞納成為其麾下的進攻箭頭，是拿破崙計畫的執行者。他在長達兩年的義大利戰役中贏得無數戰役，顯現出非凡的戰術天賦。戰後他因里沃利戰役中的指揮，被封為「里沃利公爵」。
第二次反法同盟組建後，馬塞納被任命為「赫爾維蒂軍團」司令。他在戰爭初期打擊奧軍部隊，俘虜大量敵軍人員。在義大利與萊茵局勢崩盤時，他向瑞士一帶的反法聯軍發動攻擊，於第二次蘇黎世戰役中摧毀聯軍進軍巴黎的計劃。之後，他被調任至義大利軍團，在熱那亞圍城戰中以劣勢兵力多次出擊，為拿破崙翻越阿爾卑斯山爭取到寶貴時間。奧軍司令在馬倫戈戰役後稱：「你們獲得了勝利，但不是在亞歷山德里亞（馬倫戈）前，而是在熱那亞」。
1805年8月，馬塞納再次接手義大利軍團，他率領約4萬人的野戰部隊向卡尔大公約9萬的部隊發動攻擊，迫使其無法增援中歐地區的友軍。馬塞納在第五次反法同盟中的阿斯珀恩-埃斯灵與瓦格拉姆之战中表現出色，戰後被封為「埃斯灵親王」。1810年，馬塞納率軍入侵葡萄牙，受限於其每況愈下的健康、聯軍的焦土戰略與防線，最終撤回西班牙。戰爭後期，馬塞納被診斷為不適合服役，不再參與前線戰事。

## 早年生活
安德烈·馬塞納出生在尼斯的一個意大利-法國家庭，父親是個小商販。1764年，馬塞納的父親去世，母親改嫁，他被送到親戚處寄養。十三歲時，他上了一艘商船當侍应生，在船上生活了四年。1775年，他接受叔父的建議，於17歲之齡加入法國皇家意大利兵團。由於當時尼斯隸屬於薩丁尼亞-皮埃蒙特王國，因此這時他才開始學習法文。由於他在軍中的表現出色，從一名小兵漸次晉升為准尉，這已是那時代平民百姓在軍中能夠取得的最高軍階。1789年，他離開了服役14年的軍隊，並當起走私客。1791年，他接納昂蒂布鎮議會聘用，出任剛組成國民衛隊的教官。1792年晉升為上校团长，並率部在皮埃蒙特擊敗奧地利軍。

## 法国大革命戰爭

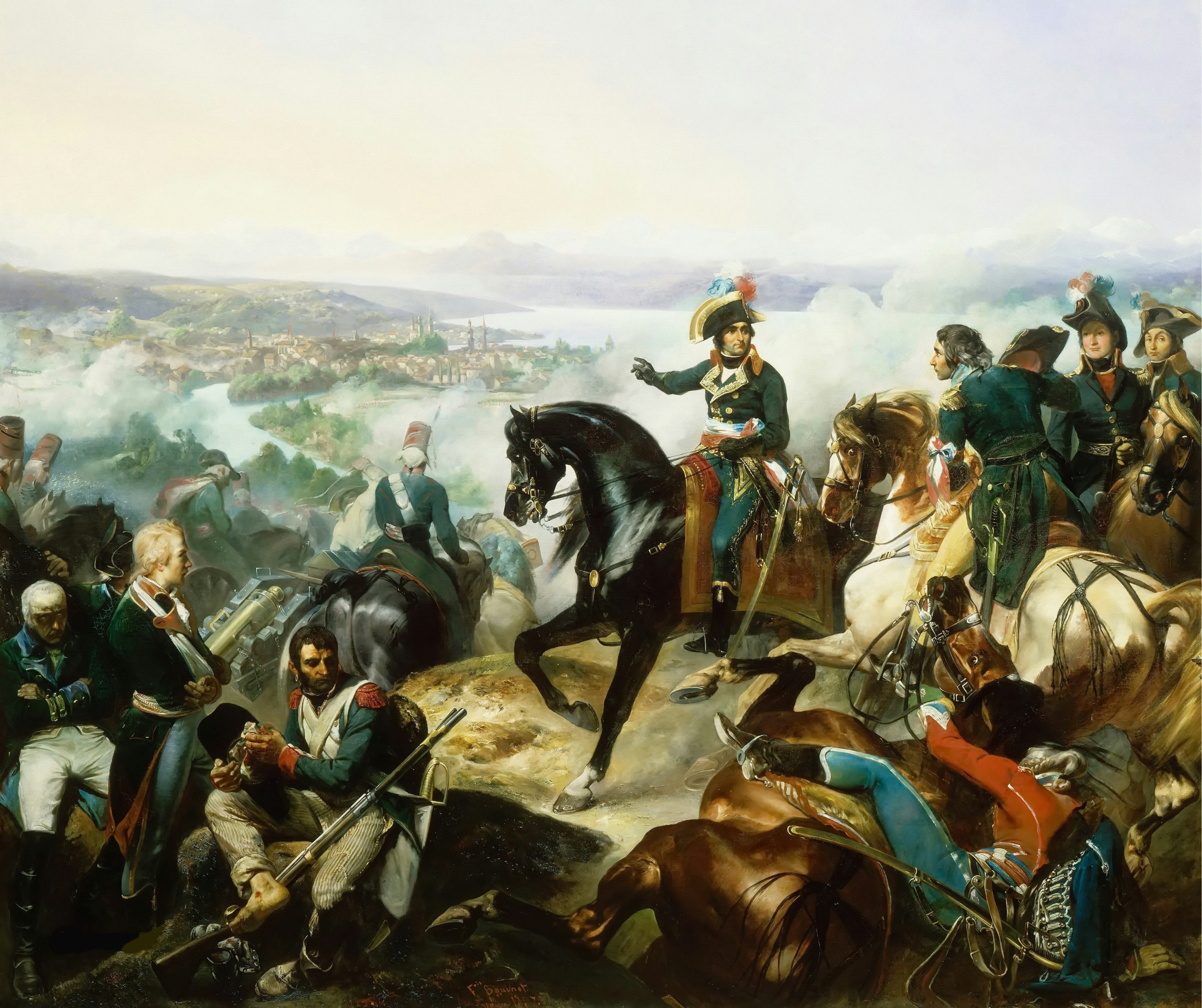
第二次苏黎世战役中的马塞纳

1793年，马塞纳升为準将，在土倫圍城戰中組織了對要塞的成功進攻。後升任少將師長，並分派至意大利军团。1795年馬塞納於洛阿諾戰役擊敗奧地利軍。當原任義大利軍區司令的約瑟夫·謝勒將軍去職時，很多人原本預期馬塞納會接替他的位置，然而最終是年僅27歲的拿破崙得到了這份職位。儘管如此，馬塞納在義大利戰役期間仍與拿破崙配合良好，並在里沃里戰役中表現出色。
拿破崙在關於馬塞納的報告中寫道:“積極、大膽且不知疲倦。”還稱讚他為"l'Enfant chéri de la Victoire"意即「勝利的寵兒」。在義大利戰役期間，馬塞納因向義大利在地居民勒索錢財而臭名昭彰，然而他的部隊卻經常挨餓也領不到軍餉。
1798年馬塞納调任瑞士军团司令。次年由於法軍在義大利北部及萊茵地區戰敗，馬塞納擔負起保衛法國本土的任務。他主動出擊，在第二次蘇黎世戰役擊敗俄奧聯軍。雾月政变后，马塞纳接任意大利军团司令，負責防守熱那亞，並與奧軍展開圍城戰，他堅守近兩個月，因面臨嚴重的斷糧危機，最終與奧軍談判交出城池，但馬塞納仍為拿破崙穿越阿爾卑斯山爭取了足夠的時間，隨後法軍取得馬倫哥戰役的決定性勝利。歷經磨難的馬塞納因被指控貪汙而被解職，並回到巴黎暫時退休。

## 拿破崙戰爭
當拿破崙稱帝後，馬塞納於1804年被授于法國元帥，馬塞納對此感到有些意外，在接受旁人祝賀時，他顯得沒好氣地說道:“元帥可是有14人來著!”但馬塞納的能力很快就證明拿破崙的眼光是對的。1805年馬塞納擔任義大利戰區司令，於維羅納戰役、卡爾迪耶羅戰役接連戰勝奧軍，讓卡爾大公疲於奔命，使其無法北上支援馬克的部隊以及庫圖佐夫率領的俄軍，讓拿破崙得以取得烏爾姆戰役、奧斯特利茨戰役等輝煌勝利。
1806年馬塞納奉命佔領了那不勒斯王國，並殘酷地鎮壓該地的反抗。1807年馬塞納負責指揮大軍團的第五軍，前往波蘭作戰。由於馬塞納的任務是防守華沙，因此他並未參與埃勞戰役與弗里德蘭戰役。馬塞納在一次於楓丹白露舉行的打猎中，一只眼睛意外被拿破仑一世射瞎，但在場的貝爾蒂埃對於這場意外堅持是自己的責任。
1808年由于里沃利战役中的功劳被封为里沃利公爵。1809年馬塞納擔任進攻奧地利的先鋒部隊指揮官，在阿斯珀恩-埃斯靈战役中他率部先渡過多瑙河，堅守阿斯珀恩村直到拿破崙的主力抵達。在炮火連天的戰場，馬塞納仍泰然自若，在接到撤退命令後，仍確保部隊能夠有序撤退，儘管法軍戰敗，但馬塞納的表現仍可圈可點。六周後，馬塞納參與了瓦格拉姆戰役，因不久前從戰馬摔落受傷，他不得不乘坐馬車指揮部隊。他靈活地指揮著法軍左翼，戰後因战功被封为埃斯林亲王。
在半岛战争中，拿破仑任命马塞纳为入侵葡萄牙的军团司令，儘管馬塞納對此百般不情願，他因飽受風濕及肺病所苦，在部下眼裡52歲的他像是年過60的老人。半島戰爭期間的馬塞納已是老態龍鍾，失去過往的活力與敏銳戰術眼光，戰役期間馬塞納甚至還帶上了他的情婦，並將她偽裝成一名龍騎兵軍官。內伊元帥對他的領導相當不滿，多次與其爆發衝突。
即便於1810年7月占领罗德里戈要塞，但不久之后，马塞纳在布萨库战役中受阻于英葡联军的英国将军威灵顿公爵。他試圖将部队開往里斯本，卻受阻於托雷斯韦德拉什防线，两方僵持了几个月。1811年，由于食物和供给缺乏，马塞纳不得不撤回到西班牙。次年再继续遭遇失败后，被奥古斯特·德·马尔蒙所取代。拿破崙接見馬塞納時，以尖酸刻薄的口吻說道:“怎麼著，埃斯林親王，你已不再是過往的馬塞納了是嗎?”即便馬賽納的健康狀況不甚理想，他仍於1814年擔任马赛军区司令，但並未再擔任大型戰役的指揮官。

## 退役后的生活
路易十八复位之后，马塞纳复职，仍担任马赛军区司令。当翌年拿破仑复位时，马塞纳拒绝为任何一方效忠，并且保持了地方的安定。拿破仑被击败后，他不情愿地证明了他对帝制的忠诚。他拒绝参加对米歇尔·内伊元帅的审判。马塞纳于1817年在巴黎去世，葬于拉雪兹神父公墓。

## 評價
眾多軍事史學者都認為，除了拿破崙外，當世沒有一位指揮官能比他更傑出的。拿破仑的将军多数都接受过法国或欧洲军事教育，但马塞纳并未接受过正规军事教育。拿破崙稱讚他是帝國中最響噹噹的人。马塞纳除了戰功彪炳，不少法國元帥都曾經受馬塞納指揮作戰，是歐洲歷史中鮮見，與達武、蘇爾特並列軍中三傑，並為三人中最優秀者。即便馬塞納當上元帥後，已不復過往的巔峰，但他昔日的指揮能力仍讓他的對手膽寒，威灵顿公爵曾說:“當馬塞納在戰場上與我對壘，我從未能睡得安穩。”